# Anna Czernienko
Anna Dmitriewna Czernienko z domu Liubimowa, ros. Анна Дмитриевна Черненко (ur. 3 września 1913, zm. 25 grudnia 2010) – pierwsza dama ZSRR, żona Konstantina Czernienki.

## Życiorys
W młodości należała do organizacji pionierskiej. Ukończyła Saratowski Instytut Budowy Maszyn Rolniczych.
Od 1944 była drugą żoną Konstantina Czernienki, z którym miała troje dzieci: Władimira, Elienę i Wierę.
Od 13 lutego 1984 jej mąż był sekretarzem generalnym KC KPZR (faktyczną głową państwa), a od 11 kwietnia 1984 był również przewodniczącym Rady Najwyższej ZSRR (nominalną głową państwa). Obie funkcje sprawował do śmierci 10 marca 1985.
Jako pierwsza dama, zazwyczaj pozostawała w cieniu męża. W 2007 po raz pierwszy (od śmierci męża) udzieliła wywiadu.